# Slot Landau
Het slot Landau ligt in het noorden van het stadsdeel Landau in Bad Arolsen, in het district Waldeck-Frankenberg in Duitsland en stamt gedeeltelijk uit de 14e eeuw.  Momenteel wordt het kasteel grootscheeps gerenoveerd door de nieuwe eigenaren, na jaren van leegstand.

## Geschiedenis
In de 13e eeuw stond op deze plaats een burchtcomplex. Deze werd rond 1330 door Hendrik IV, graaf van Waldeck, verbouwd tot een kasteel en werd voor het eerst gedocumenteerd in 1339.
Vanaf 1366 werd het kasteel af en toe als residentie gebruikt door zijn kleinzoon Hendrik VI. Van 1397 tot 1495 verbleef hier de oude grafelijke tak en van 1550 tot 1597 de nieuwe grafelijke tak van de familie Waldeck. 
Tegen het eind van de 14e eeuw werd er een kapel bijgebouwd, gebaseerd op de oorspronkelijke Romaanse crypte, die later in gotische stijl werd afgemaakt en als begrafeniskapel diende voor de gravenfamilie. Deze voormalige begrafeniskapel fungeert nu als kerk van de protestantse gemeente van Landau. 
Het kasteel ligt aan de rand van het oude centrum, maar de kerk staat op het hoogste punt van dit kasteelcomplex midden in het oude centrum. 
Vanaf 1549 werd er begonnen met omvangrijke renovatiewerken aan het kasteel: delen van de oost- en noordvleugel, de grote trappentoren aan de binnenplaats en het portaal naar de binnenplaats aan de oostkant zijn toen gerenoveerd.
Van 1679 tot 1683 werd het kasteel nog verder uitgebreid en verbouwd. De aanleiding hiervoor was het huwelijk in 1680 van de kasteelheer Christiaan Lodewijk van Waldeck-Wildungen met zijn tweede vrouw. In de jaren daarna waren nog meer verbouwingen nodig, vanwege de vele kinderen van de kasteelheer. Hij had 14 kinderen uit zijn eerste huwelijk en later kreeg hij nog 11 kinderen uit zijn tweede huwelijk.
In 1744 stortte een deel van de oostvleugel in, zodat dit deel daarna rond 1750 helemaal werd afgebroken.
Van 1749 tot 1763 werd het kasteel, na een brand, opnieuw verbouwd. Toen ontstonden onder andere de poortgewelven, die nu nog steeds bestaan, met daarboven de verbindingsgang tussen de noord- en zuidvleugel. Andere uitgebreide onderhoudswerken aan het overgebleven gebouw dateren uit het jaar 1818.
Na het overlijden van Prins Ferdinand Ludwig Hubert von Waldeck in 1828, werd het kasteel eerst verpacht aan de grondbezitter, Wilhelm van Hadel, en later aan zijn opvolger. In 1849 zou er dan weer een afstammeling van de vorstenfamilie Waldeck gewoond hebben.

## Zetel van zijlinies van het grafelijk huis Waldeck
Van 1397 tot 1495, van 1539 tot 1597 en van 1638 tot 1668 was het slot de zetel van de graven van Waldeck-Landau.

## Ander gebruik in de 20e eeuw
Pas in de jaren ‘30 werd het kasteel weer voor lange duur verhuurd: van 1933 tot 1944 was hier de agrarische hogeschool gehuisvest.
In 1948 werd het kasteel gebruikt als het bejaarden- en verzorgingstehuis „Schloss Landau“. Een vestiging van de protestantse bejaardenzorg Gesundbrunnen in Hofgeismar. De kasteeltuin met de historische stenen put werd een therapietuin. Daarnaast ligt een oude fruittuin met appelbomen, pruimenbomen, frambozenstruiken, kruisbessenstruiken en aalbessenstruiken. Het bejaardenhuis heeft tot 2012 bestaan.

## Nieuwe eigenaren na de leegstand
Twee jaar na de sluiting van het bejaardentehuis werd dit eigendom van het district Waldeck (Waldeckschen Dominialverwaltung) verkocht aan een hoteluitbater. Vanaf het voorjaar van 2015 worden omvangrijke renoverings- en verbouwingswerkzaamheden uitgevoerd aan het kasteel en de daarbij behorende bijgebouwen. Er komen niet alleen privéruimtes, maar ook een gastenverblijf, vergaderzalen en een representatieve zaal in het kasteel voor uiteenlopende gelegenheden. De voormalige therapietuin zal publiek toegankelijk blijven.